# Saint-Mathurin
Saint-Mathurin là một xã ở tỉnh Vendée trong vùng Pays de la Loire, Pháp. Xã này có diện tích 23,51 kilômét vuông, dân số năm 2006 là 1623 người. Xã này nằm ở khu vực có độ cao trung bình 32 mét trên mực nước biển.

## Biến động dân số
| Năm | 1962 | 1968 | 1975 | 1982  | 1990  | 1999  | 2006  |
| --- | ---- | ---- | ---- | ----- | ----- | ----- | ----- |
| Dân số | 755  | 783  | 756  | 1 075 | 1 137 | 1 256 | 1 623 |
| From the year 1962 on: No double counting—residents of multiple communes (e.g. students and military personnel) are counted only once. |      |      |      |       |       |       |       |